# Porsche Club do Brasil
Porsche Club do Brasil é um fã-clube a adoradores da marca Porsche, sendo destinados a próprietários de uma veículo da marca e que visa organizar eventos como competições entre associados ou reuniões de confraternização, entre outras atividades.

## História
O clube foi fundado em 5 de novembro de 1997 e passou a ser mais um dos 640 Porsche clubes oficiais espalhados pelo mundo.